# Dynamic Computer Algebra System
Dcas es un programa de álgebra computacional que tiene como característica principal el uso de identidades como reglas para la manipulación de álgebra. Robert Fenichel desarrolló un programa llamado FAMOUS en la década de 1970 usando el lenguaje de programación LISP con el mismo fin.
Martin Johansen ha desarrollado un nuevo programa basado en Dcas, llamado DCAS Ether. El programa trabaja seleccionando una clase de identidades basadas en la forma de la expresión de entrada.
Los siguientes son ejemplos de colección de identidades, el primero para álgebra básica, el siguiente para operaciones boleanas:
```

/* Ley distributiva*/

	x*(a + b) = a*x + b*x;

/* Potenciación*/

	(a*b)^c = a^c*b^c;
	(a^b)^c = a^(b*c);

```

```

/* Suma, resta*/

	solveequ(x, (gfvi(f(x)) + gfve(a(x)) = gfve(b(x)))) = solveequ(x, f = b - a);
	solveequ(x, (gfvi(f(x)) + gfve(a(x)) + c = gfve(b(x)))) = solveequ(x, f + c = b - a);

/* Multiplicación, división */

	solveequ(x, (gfvi(f(x))*gfve(a(x))*c = gfve(b(x)))) = solveequ(x, f*c = b/a);
	solveequ(x, gfvi(f(x))*gfve(a(x)) = gfve(b(x))) = solveequ(x, f = b/a);

```